# Dance with You
«Dance with You» —en español: «Bailar contigo»— es una canción del dúo noruego Marcus & Martinus. Fue lanzada el 28 de julio de 2017 a través de Sony Music Entertainment Norway. La canción alcanzó el número 40 en la lista Norwegian Singles Chart y el número 48 en la lista Swedish Singles Chart.

## Fondo
Hablando de la canción, Marcus dijo: "Esta canción te introduce a un buen humor, queremos que todos sientan una buena energía y bailen con ella". Martinus dijo: "Es una canción para divertirse y bailar juntos".

## Video musical
Un video para acompañar el lanzamiento de "Dance With You" fue lanzado por primera vez en YouTube el 28 de julio de 2017 con una duración total de tres minutos y cincuenta y siete segundos. El video muestra a los adolescentes bailando un gran momento, creando momentos inolvidables junto con amigos. Hablando sobre el video, Marcus dijo: "Espero que todos los que vean el video, sientan la alegría que compartimos y que los anime a bailar. Nos divertimos mucho haciendo este clip". Martinus dijo: "Queríamos que el video estuviera lleno de buenas emociones y alegría, un video musical lleno de energía".

## Lista de canciones
| Digital download |                  |          |  |
| N.º              | Título           | Duración |  |
| 1.               | «Dance With You» | 3:21     |  |

## Posicionamiento
| Lista (2017)               | Mejor posición |
| -------------------------- | -------------- |
| Noruega (VG-lista)         | 40             |
| Suecia (Sverigetopplistan) | 48             |

## Historial de lanzamiento
| País    | Fecha               | Formato          | Discográfica                    |
| ------- | ------------------- | ---------------- | ------------------------------- |
| Noruega | 28 de julio de 2017 | Descarga digital | Sony Music Entertainment Norway |